# Gary Brolsma
Gary William Brolsma (pronunciación en inglés: /ɡˈæɹi wˈɪljəm bɹˈɑːlsmə/; Saddle Brook, 14 de enero de 1986) es un vlogger y músico estadounidense que ganó atención mundial después de publicar el video Numa Numa Dance que apareció por primera vez en 2004 por la web de flash Newgrounds.com, alcanzando fama que ha suscitado numerosas parodias en Estados Unidos a través de los años, convirtiéndose en un fenómeno de Internet.
Hizo apariciones en Good Morning America de ABC, The Tonight Show de NBC y Best Week Ever de VH1. Un artículo en The Believer (2006) exploró la difusión y homogeneización global de la canción, al tiempo que argumentaba que el vídeo de Brolsma "justifica por sí solo la existencia de cámaras web". En 2007, VH1 lo votó como el ícono de Internet número 1 en su lista 40 Greatest Internet Superstars, superando al Star Wars Kid que quedó en el número 2.
El 15 de octubre de 2007, The New York Times informó que Brolsma había colaborado recientemente en un vídeo con Glenn Rubenstein de lonelygirl15, así como con Aaron Yonda y Matt Sloan de Chad Vader, como parte de Battle of the Viral Video Superstars de Canon. En 2008, Brolsma lanzó su primer álbum, Weird Tempo. En 2019 lanzó su segundo álbum, Haunted House of Pancakes.

## Carrera en YouTube
El 6 de diciembre de 2004, Gary publicó su videoclip en Newgrounds.com, en el que mueve los labios (simulando un canto), gesticula activamente y baila la canción “Dragostea din tei” del grupo moldavo O-Zone. En una de sus pocas entrevistas, habló sobre los motivos de la aparición de dicho vídeo: 
Pasé mucho tiempo navegando por Internet sin rumbo fijo. Y me encontré con una caricatura japonesa con la canción Dragostea Din Tei. Esta composición me pareció contagiosa. Me sentía raro ese día, así que encendí mi cámara web y comencé a cantar la melodía, improvisando movimientos de baile mientras estaba sentado en una silla.
Esperaba que el video fuera solo una broma para sus amigos, pero comenzó a recibir numerosos comentarios que expresaban admiración por su actuación improvisada (algunos internautas incluso juraron no volver a insultar a los gordos, ya que el propio Gary era bastante gordo en ese momento).El vídeo se hizo inesperadamente popular en Internet y Gary se convirtió en una celebridad y recibió el apodo de "El chico Numa Numa". La fama fue tan grande que en febrero de 2005, unos periodistas llegaron inesperadamente a su casa en tres coches. Sin embargo, Gary estaba tan aturdido por lo que estaba sucediendo (en particular, por la fama que de repente cayó sobre él) que se negó incluso a conceder una entrevista a The New York Times para no ser molestado.
Aunque todos los derechos de la canción pertenecían al grupo O-Zone, Gary se convirtió en una celebridad y creó su propio sitio web, donde ocasionalmente publica videos de sus actuaciones (en uno de ellos lee la rima infantil "The Bunny Went Out for un paseo” en ruso). Gary también es el cantante principal del grupo "Nonetheless", que creó cuando tenía 12 años, trabaja en la creación del canal Numa Network y dirige una empresa de diseño web.
Inspirado por su éxito mediático, en 2007 Gary abrió un canal de YouTube, donde hasta el día de hoy comparte su música y sube versiones del éxito Numa Numa. En enero de 2024, el canal de YouTube de Gary genera entre $239 y $ 1915 por mes usando AdSense.